# مارت اسرائیل
مارت اسرائیل (استونیایی: Märt Israel؛ زادهٔ ۲۳ سپتامبر ۱۹۸۳) پرتاب‌گر دیسک اهل استونی است.
وی در یونیورسیاد ۲۰۱۱ برنده مدال طلا پرتاب دیسک شده‌است، او همچنین در بازی‌های المپیک تابستانی ۲۰۰۸ و ۲۰۱۲ شرکت کرده‌است.